# Grand Prix de SAR La Princesse Lalla Meryem 2013
Grand Prix de SAR La Princesse Lalla Meryem 2013 byl tenisový turnaj pořádaný jako součást ženského okruhu WTA Tour, který se hrál v městském tenisovém areálu na otevřených antukových dvorcích. Konal se mezi 22. až 28. dubnem 2013 v marockém městě Marrákeš jako 13. ročník turnaje.
Turnaj s rozpočtem 235 000 dolarů patřil do kategorie WTA International Tournaments. Nejvýše nasazená hráčka ve dvouhře Slovenka Dominika Cibulková se odhlásila a její místo zaujala dvacátá šestá tenistka žebříčku Sorana Cîrsteaová z Rumunska.

## Ženská dvouhra

### Nasazení
| Stát       | Hráčka                 | WTA1) | Nasazení |
| ---------- | ---------------------- | ----- | -------- |
| Slovensko  | Dominika Cibulková     | 15.   | 1.       |
| Rumunsko   | Sorana Cîrsteaová      | 26.   | 2.       |
| Francie    | Alizé Cornetová        | 33.   | 3.       |
| Estonsko   | Kaia Kanepiová         | 40    | 4        |
| Nizozemsko | Kiki Bertensová        | 41.   | 5.       |
| Itálie     | Francesca Schiavoneová | 47.   | 6.       |
| Francie    | Kristina Mladenovicová | 51.   | 7.       |
| Švýcarsko  | Romina Oprandiová      | 52.   | 8.       |
| Bulharsko  | Cvetana Pironkovová    | 53.   | 9.       |

- 1) Žebříček WTA k 15. dubnu 2013.

### Jiné formy účasti
Následující hráčky obdržely divokou kartu do hlavní soutěže:
- Fatima Zahrae El Allamiová
- Lina Qostalová

Následující hráčky postoupily z kvalifikace:
- Tímea Babosová
- Estrella Cabezaová Candelaová
- Michaela Hončová
- Karin Knappová
  -  Nina Bratčikovová
  -  Alexandra Cadanțuová – jako šťastná poražená

### Odhlášení
před zahájením turnaje
- Irina-Camelia Beguová
- Dominika Cibulková
- Polona Hercogová
- Romina Oprandiová
- Aleksandra Wozniaková

## Ženská čtyřhra

### Nasazení
| Stát       | Hráčka             | Stát        | Hráčka                        | WTA1) | Nasazení |
| ---------- | ------------------ | ----------- | ----------------------------- | ----- | -------- |
| Slovensko  | Daniela Hantuchová | Španělsko   | Anabel Medinaová Garriguesová | 73.   | 1.       |
| Itálie     | Flavia Pennettaová | Itálie      | Francesca Schiavoneová        | 95.   | 2.       |
| Maďarsko   | Tímea Babosová     | Lucembursko | Mandy Minellaová              | 101.  | 3.       |
| Chorvatsko | Petra Martićová    | Francie     | Kristina Mladenovicová        | 114.  | 4.       |

- 1) Žebříček WTA k 15. dubnu 2013; číslo je součtem umístění obou členek páru.

### Jiné formy účasti
Následující páry obdržely divokou kartu do hlavní soutěže:
- Fatima Zahrae El Allamiová /  Nadia Lalamiová
- Alizé Limová /  Lina Qostalová

## Přehled finále

### Ženská dvouhra
- Francesca Schiavoneová vs.  Lourdes Domínguezová Linová, 6–1, 6–3

### Ženská čtyřhra
- Tímea Babosová /  Mandy Minellaová vs.  Petra Martićová /  Kristina Mladenovicová, 6–3, 6–1